# Tolhuaca cupulifera
Tolhuaca cupulifera är en nattsländeart som beskrevs av Schmid 1964. Tolhuaca cupulifera ingår i släktet Tolhuaca och familjen stenhusnattsländor. Inga underarter finns listade i Catalogue of Life.